# (37713) 1996 RY22
1996 RY22 (asteroide 37713) é um asteroide da cintura principal. Possui uma excentricidade de 0.13590330 e uma inclinação de 1.50310º.
Este asteroide foi descoberto no dia 13 de setembro de 1996 por Spacewatch em Kitt Peak.